# إسماعيل بن عبيد بن أبي كريمة
أبو أحمد إسماعيل بن عبيد بن عمر بن أبي كريمة مولى عثمان بن عفان، وهو من أهل حران، قدم بغداد وحدث بها، وكان ثقة.

## روايته للحديث النبوي
- قدم بغداد وَحَدَّثَ بها عن: عمه عبد الملك بن عمر بن أبي كريمة، وعن محمد بن سلمة الحراني، ومحمد بن يزيد بن سنان الرهاوي، ويزيد بن هارون، وغيرهم.
- روى عنه: إِسْمَاعِيل بن إسحاق القاضي، وأبو أَحْمَد بْن عبدوس السراج، وعبد الله بن أحمد بن حنبل، وأحمد بن أبي عوف البزوري، وأحمد بن الحسين بن نصر الحذاء، وعمر بن أيوب السقطي، والهيثم بن خلف الدوري .
- الجرح والتعديل: قال أبو بكر الجعابي: يحدث عن محمد بن سلمة بعجائب. قال مصنفوا تحرير تقريب التهذيب: ثقة وقوله يغرب أخذها الحافظ من أبي بكر بن محمد التميمي وهو ليس ممن يؤخذ عنه. قال ابن حجر العسقلاني: ثقة يغرب. وثقه الدارقطني. وقال الذهبي: ثقة.